# Maudo Lamine Jarjué
Maudo Lamine Jarjué (* 30. září 1997, Serekunda) je gambijský obránce a bývalý reprezentant vlastnící také občanství Guiney-Bissau, od března 2024 hráč norského týmu Sandefjord Fotball. Nastupuje na pozici středního obránce (stopera). V zahraničí působil na klubové úrovni v Portugalsku, Ázerbájdžánu, Rakousku, Švédsku a na Slovensku.

## Klubová kariéra
Svoji fotbalovou kariéru začal v mužstvu Boca Juniors Academy Bakoteh, odkud následně přestoupil v žácích do celku Jintos FC. Poté působil v "áčkách" gambijských klubů Dippa Kunda, Ports Authority FC, Wallidan FC a v Guinee-Bissau v týmu Nuno Tristão FC. V roce 2015 zamířil do Evropy a stal se posilou portugalského mužstva Gil Vicente FC, kde nejdříve nastupoval za mládež a následně v ročníku 2016/17 hrál za první družstvo. V létě 2017 podepsal dvouletý kontrakt s klubem Sabail FK z Ázerbájdžánu, kde pravidelně nastupoval.

### FK Austria Vídeň
Před sezonou 2019/20 se upsal rakouskému celku Austria Vídeň. Na podzim 2019 se s Austrií představil krátce po svém příchodu ve třetím předkole Evropské ligy UEFA 2019/20, kde však se spoluhráči vypadli po prohrách 1:2 doma a 1:3 venku s Apollonem Limassol z Kypru. Jarjué vsítil v odvetě gól. Ligový debut v dresu tohoto vídeňského týmu absolvoval 3. srpna 2019 ve druhém kole v souboji s mužstvem LASK Linz (prohra 0:3), odehrál celý zápas. Během tohoto angažmá nastupoval také za rezervu celku.

### IF Elfsborg

#### Sezóna 2021
V únoru 2021 odešel z Austrie Vídeň kvůli většímu hernímu vytížení na hostování do švédského klubu IF Elfsborg. Svůj první ligový zápas v dresu Elfsborgu si připsal 11. 4. 2021 v úvodním kole sezony 2021 hrané systémem jaro-podzim proti klubu Djurgårdens IF (prohra 0:2), odehrál celých 90 minut. Poprvé v sezoně se trefil v následujícím kole v souboji s týmem Varbergs BoIS (výhra 3:1), když v šesté minutě otevřel střelecký účet zápasu. Na podzim 2021 postoupil s IF Elfsborgem přes moldavský celek FC Milsami Orhei (výhry 4:0 doma a 5:0 venku) a Velež Mostar z Bosny a Hercegoviny (remíza 1:1 doma a výhra 4:1 venku) do čtvrtého předkola - play-off Evropské konferenční ligy UEFA 2021/22. V něm nehrál, jeho spoluhráči po prohře 0:5 venku a výhře 3:1 doma do skupinové fáze nepostoupili.

#### Sezóna 2022
Před ročníkem 2022 do Elfsborgu přestoupil natrvalo a uzavřel s vedením tříletou smlouvu. Poprvé a zároveň naposledy během této sezony švédské nejvyšší soutěže se střelecky prosadil 1. května 2022, když při vysokém vítězství nad mužstvem Degerfors IF zvyšoval v 83. minutě na konečných 6:0. V průběhu podzimní části nastoupil se svým zaměstnavatelem ve druhém předkole Evropské konferenční ligy UEFA 2022/23, kde vypadli po prohrách 1:4 venku a 1:2 doma s klubem Molde FK z Norska.

### ŠK Slovan Bratislava (hostování)
Před jarní částí ročníku 2022/23 zamířil z Elfsborgu na půlroční hostování s opcí na přestup do slovenského týmu ŠK Slovan Bratislava. Se Slovanem se krátce po svém příchodu představil v osmifinále Konferenční ligy UEFA 2022/23, kde však se spoluhráči vypadli po penaltovém rozstřelu se švýcarským mužstvem FC Basilej. Debut v lize si zde připsal v souboji s tehdejším nováčkem ligy Duklou Banská Bystrica (remíza 2:2), nastoupil na první poločas. Na jaře 2023 získal se Slovanem Bratislava titul, který byl pro klub již historicky pátý v řadě. Po skončení sezony ve Slovanu Bratislava po vypršení hostování skončil.

### Sandefjord Fotball
V březnu 2024 přestoupil za nespecifikovanou částku do Norska, kde se upsal týmu Sandefjord Fotball.

## Klubové statistiky
Aktuální k 3. lednu 2024
| Sezona    | Klub                         | Soutěž            | Zápasy | Góly |
| --------- | ---------------------------- | ----------------- | ------ | ---- |
| 2012      | Dippa Kunda                  | –                 | –      | –    |
| 2013      | Ports Authority FC           | 1. liga           | 2      | 0    |
| 2014      | Wallidan FC                  | 1. liga           | 1      | 0    |
| 2015      | Nuno Tristão FC              | 1. liga           | 4      | 0    |
| 2016/2017 | Gil Vicente FC               | Ledman LigaPro    | 5      | 0    |
| 2017/2018 | Sabail FK                    | Premyer Liqası    | 20     | 0    |
| 2018/2019 | Sabail FK                    | Premyer Liqası    | 25     | 0    |
| 2019/2020 | FK Austria Vídeň             | Tipico Bundesliga | 6      | 0    |
| 2020/2021 | FK Austria Vídeň             | Tipico Bundesliga | 4      | 0    |
| 2021      | IF Elfsborg (host.)          | Allsvenskan       | 19     | 1    |
| 2022      | IF Elfsborg                  | Allsvenskan       | 10     | 1    |
| 2022/2023 | ŠK Slovan Bratislava (host.) | Fortuna liga      | 2      | 0    |
| 2023      | IF Elfsborg                  | Allsvenskan       | 1      | 0    |
| 2024      | Sandefjord Fotball           | Eliteserien       |        |      |

## Reprezentační kariéra
Svůj první fotbalový zápas v dresu A-týmu Gambie odehrál v kvalifikačním zápase na Africký pohár národů 2023 25. března 2021 proti reprezentaci Angoly (výhra 1:0), na hrací plochu přišel jako střídající hráč v 74. minutě.

### Reprezentační zápasy a góly
Zápasy a góly Mauda Lamineho Jarjuého v A-týmu gambijské reprezentace
| 2021                | 2 | 0 |
| Celkem              | 2 | 0 |
| Platí k 24. 5. 2023 |   |   |